# Will Lee
Will Lee es un bajista, vocalista, compositor y productor musical estadounidense, ganador de un premio Grammy y uno de los músicos de sesión de mayor éxito del mundo.

## Biografía
Will Lee, conocido bajo el apelativo de Uncle Bill por los aficionados, nació en San Antonio, Texas el 8 de septiembre de 1952. Sus padres, ambos músicos profesionales, lo animaron desde muy pequeño al estudio de la música, de modo que la infancia de Will transcurrió entre lecciones de piano, violín, trompeta y corno francés. Cuando descubrió a The Beatles en el programa The Ed Sullivan Show decidió pasarse a la batería y a la edad de 12 años ya había formado su primera banda semiprofesional, con la que tocaba clásicos del surf-rock en los locales de Florida. Will pasaría el resto de su adolescencia tocando con diferentes bandas profesionales, y cuando descubrió que el rol de baterista poseía menos demanda que el de bajista decidió adoptar este último instrumento. 
A finales de la década de 1960, Will Lee decidió formalizar su educación musical inscribiéndose en la Universidad de Miami, donde estudió corno francés durante un año antes de abordar la especialización en bajo eléctrico. Por las noches, el incansable Lee tocaba en diferentes bandas locales, a veces como bajista, a veces como baterista y a veces con la trompa. La habilidad que el joven Lee mostraba con todos los instrumentos atrajo la atención del trompetista Randy Brecker que lo invitó a trasladarse a Nueva York para participar en su reciente proyecto Dreams, concretamente en su segundo álbum Imagine my dreams, grabado en 1972 junto a Michael Brecker y Billy Cobham.

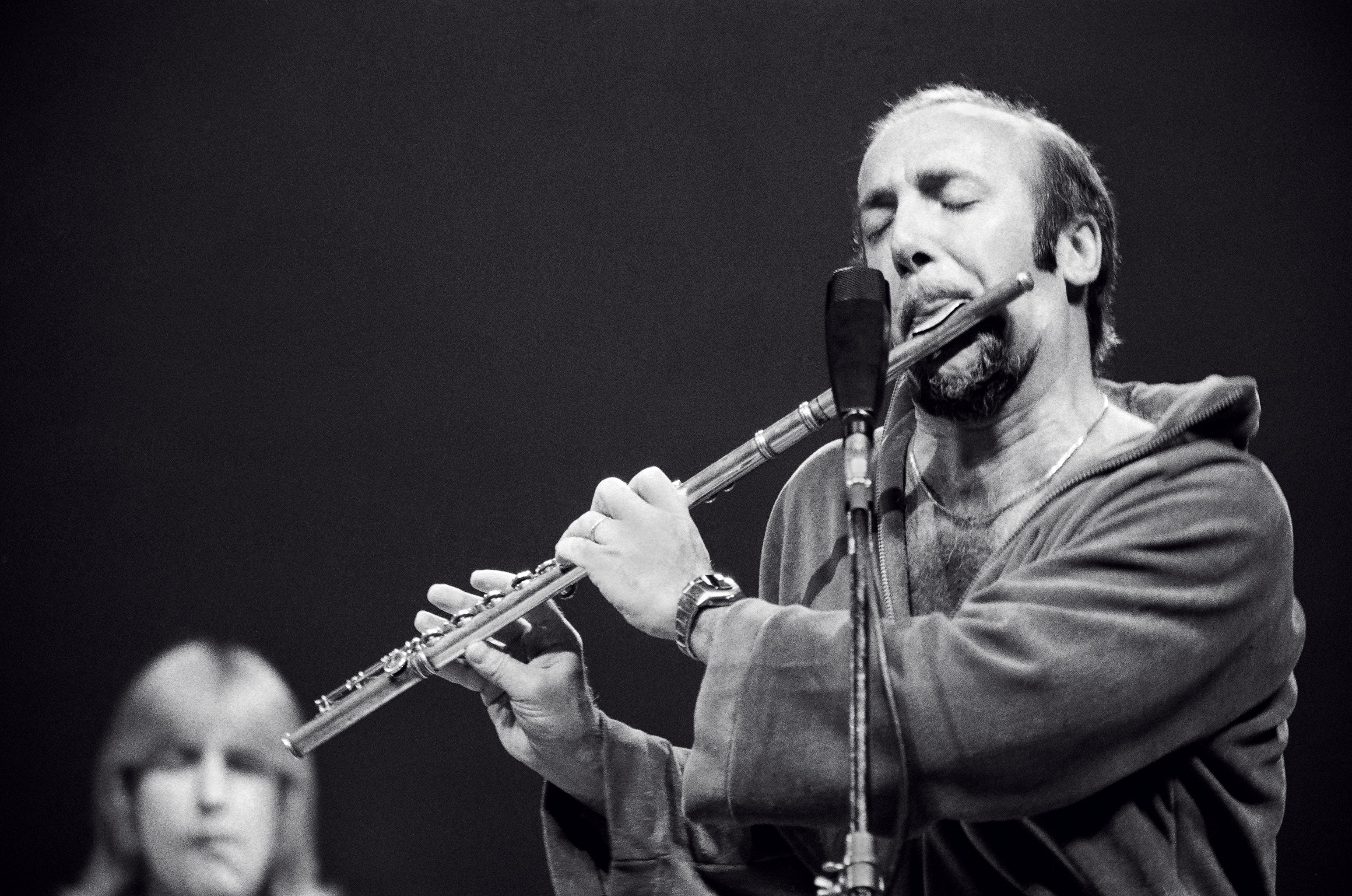
Con el flautista Herbie Mann en 1975.`

La llegada a Nueva York significó un enorme empuje para la carrera del bajista, quien pronto se encontró realizando giras con las estrellas más importantes del momento: Bette Midler, George Benson, Diana Ross o Liza Minnelli, entre otros. Desde entonces, a sus actividades como acompañante de grandes estrellas hay que sumar un descomunal historial como músico de estudio (Lee ha grabado para virtualmente todas las grandes estrellas del pop y del rock estadounidenses de 30 años a esta parte), una incesante actividad en la producción de jingles publicitarios, y, sobre todo, su participación en la The World's Most Dangerous Band, la increíble orquesta del programa Late Night with David Letterman de la que el bajista es, desde 1982 miembro fundador y por la que es particularmente reconocido en los Estados Unidos. 
Hoy el músico sigue manteniendo una apretadísima agenda de colaboraciones, tanto en estudio como en directo.

## Colaboraciones
Como músico de sesión, una gran parte de las grabaciones que Will Lee ha realizado a lo largo de su dilatada carrera ha sido anónima. Aun así, el músico posee una de la mayor trayectoria de colaboraciones referenciadas del mundo. Entre los artistas y músicos con los que ha colaborado Will Lee se encuentra a: Bette Midler, The Brecker Brothers, Barry Manilow, Tatsuro Yamashita, Mariah Carey, Carly Simon, George Benson, Bob Mintzer, Steely Dan, Donald Fagen, B.B. King, Cat Stevens, Michael Bolton, Ringo Starr, Gloria Estefan, Miami Sound Machine, Cyndi Lauper, James Brown, Cher, Al Green, Billy Joel, Liza Minnelli, Frank Sinatra, Carl Perkins, Kiss, Ace Frehley, Barbra Streisand, Diana Ross, David Sanborn, Spyro Gyra, Ricky Martin, Natalie Cole, Roy Buchanan, B.J. Thomas, Horace Silver, Herbie Mann, Boz Scaggs, Diane Schuur, Tom Scott, Neil Sedaka, Carly Simon, Phoebe Snow, Ronnie Spector, The Spinners o Steely Dan, entre otros muchos.

## Valoración
Will Lee ha desarrollado la mayor parte de su carrera como músico de sesión al servicio de artistas de géneros más o menos comerciales y ha preferido limitar su carrera propiamente artística a unos pocos proyectos de índole más personal, como los dos discos que hasta el momento ha realizado como solista, o sus colaboraciones en Dreams y otros supergrupos como Smappies o 25th Street Band, dos superbandas integradas por músicos de sesión norteamericanos que han registrado varios discos disponibles exclusivamente en Japón. Sin embargo, el carácter comercial de la mayor parte de la obra de Will Lee reflejan su lado artístico. El profesionalismo de Lee consiste en dotar de un característico toque de autenticidad a todos sus trabajos, aún los más netamente comerciales. Wil Lee es probablemente el bajista más versátil de los últimos tiempos, posee un dominio enciclopédico de los patrones de la música pop, un oído privilegiado y su groove es considerado entre los más potentes de la historia.
Entre sus influencias más inmediatas, Will Lee cita a The Beatles, Stevie Wonder, Jimmy Hendrix, Sly & the Family Stone y a los bajistas Chuck Rainey, James Jamerson y Willie Weeks.
El bajista ha usado preferentemente bajos Fender Precision al inicio de su carrera, pero desde hace años se le asocia con la firma Sadowsky, que recientemente ha anunciado la comercialización de un modelo con el nombre del músico.

## Discografía como solista
- OH!, 1993.
- Birdhouse, 2005.